# Cehu Silvaniei
Cehu Silvaniei (węg. Szilágycseh) – miasto w północno-zachodniej Rumunii, w okręgu Sălaj (Siedmiogród). Liczy 8468 mieszkańców (dane na rok 2004). Miasto znane jest ze starego cmentarza żydowskiego. Merem miasta od 2004 jest Vasile Cuceu, członek Sił Demokratycznych.